# Hendrik van Blijenburgh
Alexander Hendrik Willem van Blijenburgh (Amsterdam, 28 maggio 1877 – Wassenaar, 23 gennaio 1960) è stato uno schermidore olandese, vincitore di una medaglia di bronzo nella scherma ai giochi intermedi di Atene del 1906 (non riconosciuti dal CIO).